# Iván László (helytörténész)
Iván László (Budapest, 1932. augusztus 3. – Kiskunhalas, 2010. november 28.) tanító, helytörténész.

## Életpályája
Apja (Iván Béla) az első világháború után Erdélyből, anyja (Osztrovszky Mária) a Felvidékről került a mai Magyarországra. Mindketten több generációs „tanító-családból” származtak. Iván László tanulmányait Kalocsán, a tanítóképző mellett működő gyakorló elemi iskolában kezdte, majd a Szent István Gimnáziumban folytatta. Az 5. évfolyam elvégzése után, különbözeti vizsgával a tanítóképző 2. osztályába lépett át. 1950. szeptember 1-jétől Kiskőrösön, a Petőfi Sándor Általános Iskolánál töltötte el gyakorlóéveit. A tanév befejezésével sikeres összevont érettségi-, képesítő vizsgát tett. Ezután kinevezték Tabdi érintésével a Kecel-Téglagyári Iskola vezető tanítójának. 1951. szeptember 15-től az iskola körzetesítéséig (1964. szeptember 15.) a külterületi iskolánál dolgozott úgy, hogy naponta gyalog kijárt az 5 km-es távolságra lévő munkahelyre.

## Munkássága
Mint tanácstag nagyban hozzájárult az utódiskola (Kecel-Szilos) létrehozásához. Ezen iskolától 1992. december 31-én vonult nyugállományba.
Aktív ideje alatt pedagógiai munkáját felettesei megelégedésére végezte. Ezt különböző jutalmakkal, rendkívüli előléptetésekkel és 1974-ben „kiváló tanító” címmel honorálták. A kitüntető cím elnyeréséhez szükséges felterjesztésében indoklásul szerepelt az átlagon felüli pedagógiai munka (tanulókkal, nevelőkkel való iskolai, munkaközösség foglalkozás, országos kísérletekben részvétel); pedagógiai publikáció; a község társadalmi tanácstagság, HNF-tagság, és kulturális életében betöltött tisztség, tevékenység. Az 1960-as évek elejétől a helytörténeti pályázatokon rendszeresen jelentkezett. Megyei, országos első, második, harmadik díjakat kapott. Az 1984-ben megjelent Kecel története és néprajza című kötet neki is köszönhető. Cikkei az ELTE Névtani Értesítőjében, Tanítóban, Honismeretben, Petőfi Népében, Bács-Kiskun megyei Honismeret Értesítőben, Keceli Hírekben, Kopogtatóban stb. jelentek meg.
Önálló füzetként két iskolai segédeszköze a budapesti „Tempó” Szolgáltató Szövetkezet, két dolgozata az Eötvös Loránd Tudományegyetem, két munkája helyi gondozásában jelent meg.
Nyugdíjazása után sem tétlenkedett. Elősegítette városa pedagógiai és helytörténeti kultúrájának emelését. Pályázatokat szervezett, pályamunkákat írt. Találóan jellemezték bírálói (például Fehér Zoltán ny. docens, Romsics Imre múzeumigazgató): „… ismert és elismert keceli tanító és helytörténész.” „Élethivatása elve az iskolák kutatása felé irányította… a szómagyarázatok összeállításánál megnyilvánul Iván László tanítói hajlama. Fiatal, kezdő kutatók számára állította össze..”

## Kitüntetései
1992-ben megkapta Kecel Díszpolgára címet, majd Pilinszky-díjjal tüntették ki. Nyugdíjasként is folytatta irodalmi tevékenységét; az Új Pedagógia Szemle Helytörténet és pedagógia címen közölte gondolatait.

## Nyomtatásban megjelent fontosabb helytörténeti cikkei
- Ikrek elnevezései Kecelen a XIX. században [Névtani Értesítő 5. Budapest, 1981. 44-47. p.]

- Vélekedések Kecel nevének eredetéről Névtani értesítő 8. Budapest, 1983. 18-21. p. [Keceli Hírek 1987/11 3-5. p.]
- Kecel-Szilos kutyanevei [Névtani értesítő 10. Budapest, 1987, 141-147. p. Bács-Kiskun Megyei Honismereti Közlemények 7-8. Kecskemét, 1987. 57-61. p.]
- Zugtanítók, zugiskolák [Köznevelés Budapest, 1976. dec. 24.]
- Szükségkórház a csendőrlaktanyában I-II. [Keceli Hírek 1987/6. 5. p; Keceli Hírek 1987/7 12. p.]
- Hogyan lett bujtárból lakatos? I-II-III. [Keceli Hírek 1987-1988]
- Nem nyomtalan örökség [Köznevelés 1980. máj. 2. 8. p.]
- Megyei érdekességek a kódexkiállításon [Petőfi Népe 1985. dec. 4. 5. p.]
- Pethő István jegyző egy napja  [Keceli Hírek 1987/3. 10-12. p.]
- Ő is keceli volt… [Keceli Hírek 1986-1987]
- Helyismeret Kecelen [Bács-Kiskun Megyei Honismereti közlemények 3, Kecskemét, 1985. 50-52.p]
- Nyelvhasználati szokások Kecelen 1734-től az 1940-es évekig [Petőfi Népe 1989. júl. 26. 4. p.]
- Míg Keceliből Kecel vált [Szabad Föld 1986. jan. 25. 12. p.]
- Kecel és Bogár Imre [Honismeret, Budapest, 1985/2. 38-39. p.]
- Kecelért haltak meg (Zsoldos Joachim, Gönczöl Lajos) [Keceli Hírek 1987/5. 6-8. p.]